# Museo de Blindados de Kúbinka
Museo de Blindados de Kúbinka (en ruso Бронетанковый музей в Кубинке) es un museo de vehículos blindados situado en la ciudad de Kúbinka, en el Óblast de Moscú (Rusia). 
Es conocido por la colección de vehículos de la Segunda Guerra Mundial (la Gran Guerra Patria) de unos 300 ejemplares en el museo y 70 cedidos al Parque Patriota del que forma parte actualmente. Alrededor de 60 de ellos existen en una sola copia, es decir, por la singularidad de las exhibiciones presentadas, este es el museo de tanques más grande del mundo. Entre otros destacan los vehículos alemanes como el tanque pesado Panzer VIII Maus o la artillería pesada Mörser Gerät.

## Historia
Fundado en 1938 como un "Museo de Vehículos de Combate", el museo abrió sus puertas a los visitantes el 10 de septiembre de 1972, en el "Día del Tanquero" en la URSS.
Aunque su colección empezó en 1931, como parte del material utilizado en un área militar de pruebas (“Polígono de Investigación y Pruebas N22”) conocido como el "Polígono" (en ruso: полигон), no fue abierta al público hasta 1992, aún como una sección del instituto de investigación.
En 1995, la exposición se organiza independientemente del Polígono como museo histórico militar de vehículos blindados y equipamiento y se abre al público ruso en general el año siguiente.
En enero de 2012, se rebautiza el museo como "Museo Central de Vehículos Blindados y Equipamiento". 
En octubre de 2014 el museo se integra dentro del proyecto "Parque Patriota", del Ministerio de Defensa de Rusia, al que se han trasladado un total de 73 unidades de equipos blindados soviéticos y extranjeros y otros equipos.

## Exposiciones
Las armas acorazadas soviéticas y el equipo militar se concentran en cuatro pabellones:
- Pabellón número 1: tanques pesados y sistemas de control automático
- Pabellón número 2: tanques medianos y sistemas de control automático
- Pabellón número 3: tanques ligeros , transportes de personal blindados , tanques flotantes, vehículos blindados y armamento de las tropas aerotransportadas
- Pabellón número 4: vehículos blindados , vehículos blindados de transporte de tropas y vehículos de combate de infantería
- Pabellón número 5: vehículos de Estados Unidos, Reino Unido y Canadá
- Pabellón número 6: vehículos de la Alemania Nazi

Tiene más de 30 visitas temáticas, con exposiciones como: "Tanques de la URSS y Alemania en la Gran Guerra Patria", "Batallas olvidadas de la Guerra Fría", "Fuerzas acorazadas del Ejército Rojo y Wehrmacht durante la Segunda Guerra Mundial", "Equipo técnico de tropas, características de la lucha en diferentes períodos de la guerra", "Formación y desarrollo de la construcción de tanques de países de Europa, EE.UU. y Japón ".

## Galería de fotos

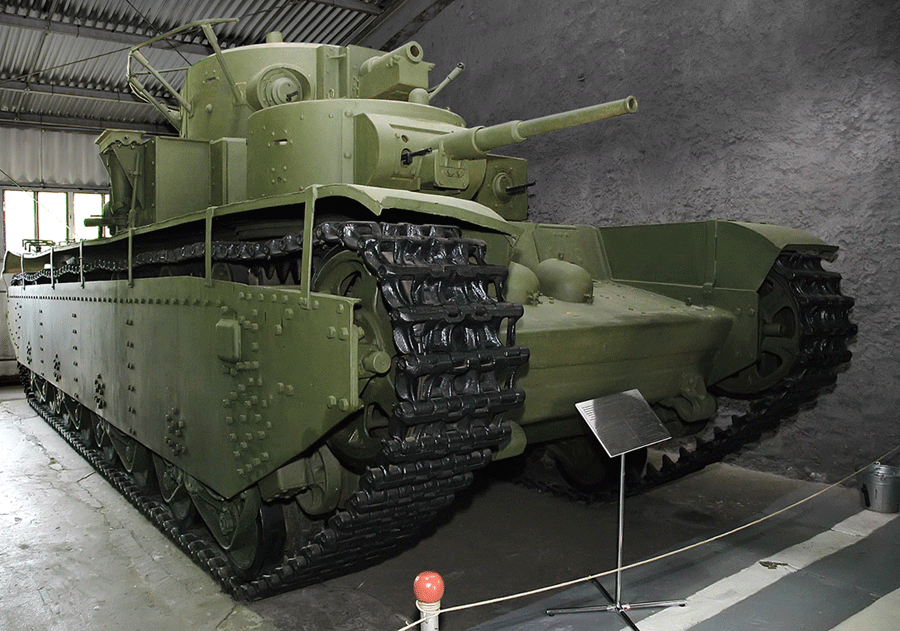
T-35
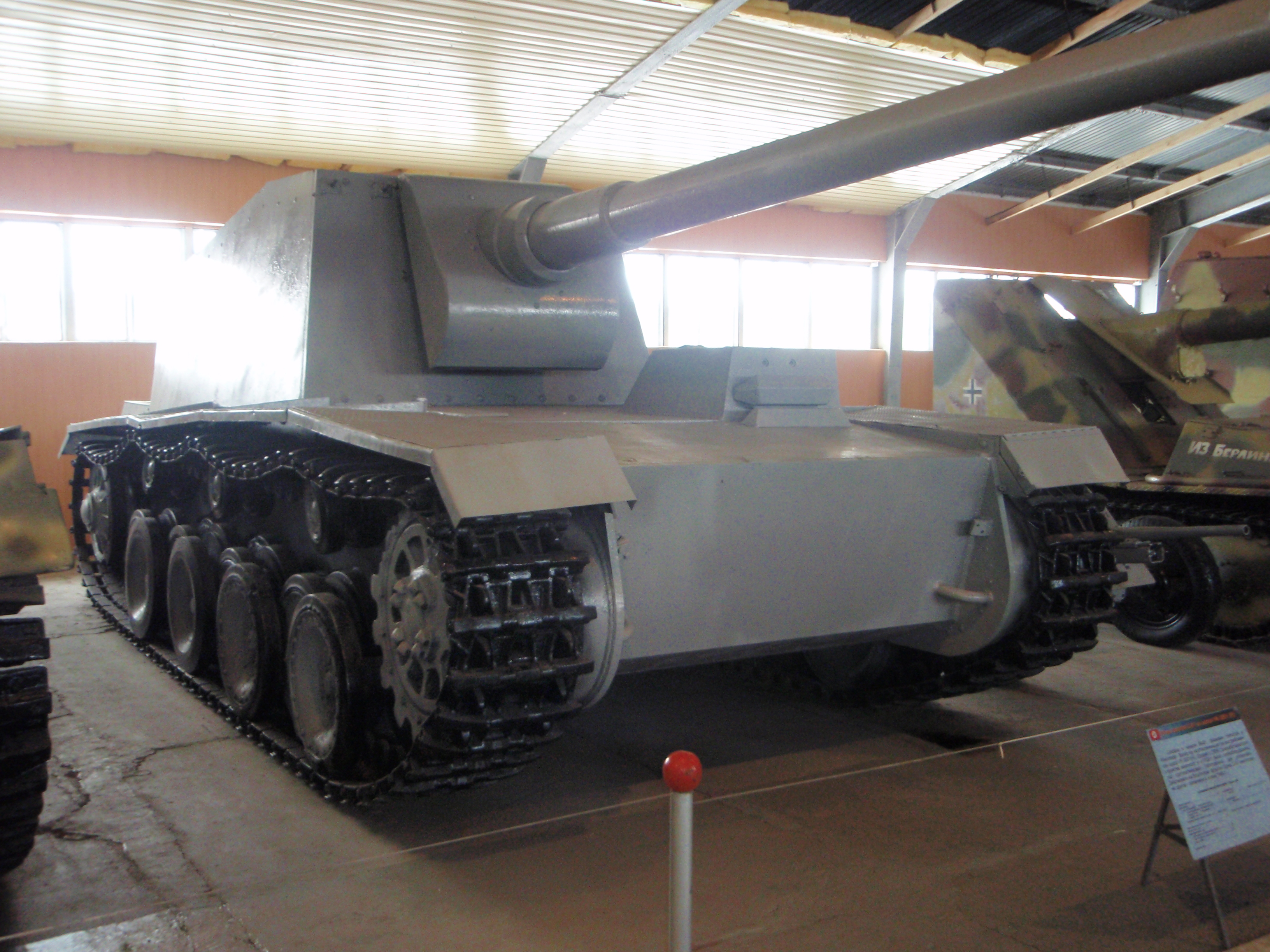
Sturer Emil
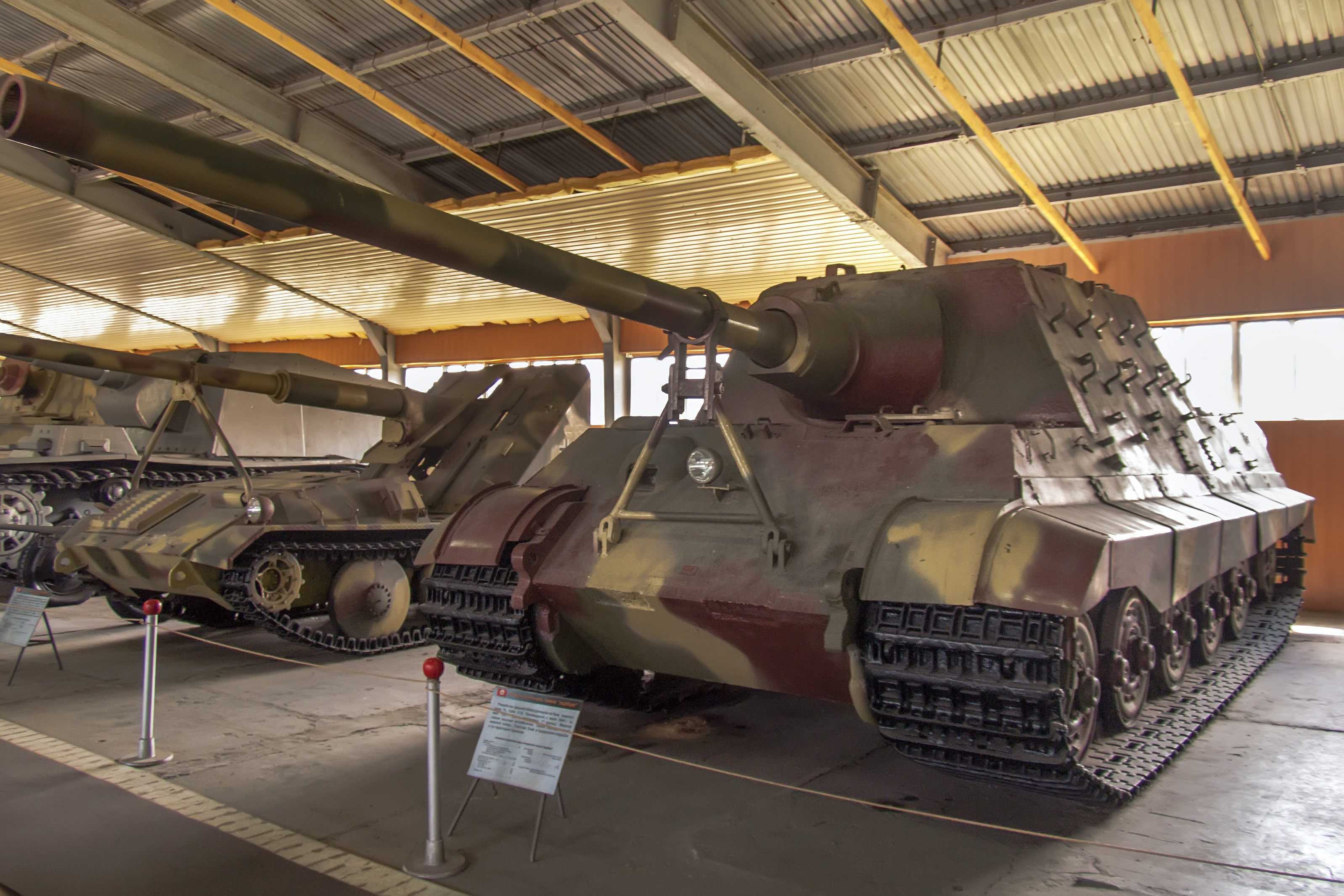
Jagdpanzer VI
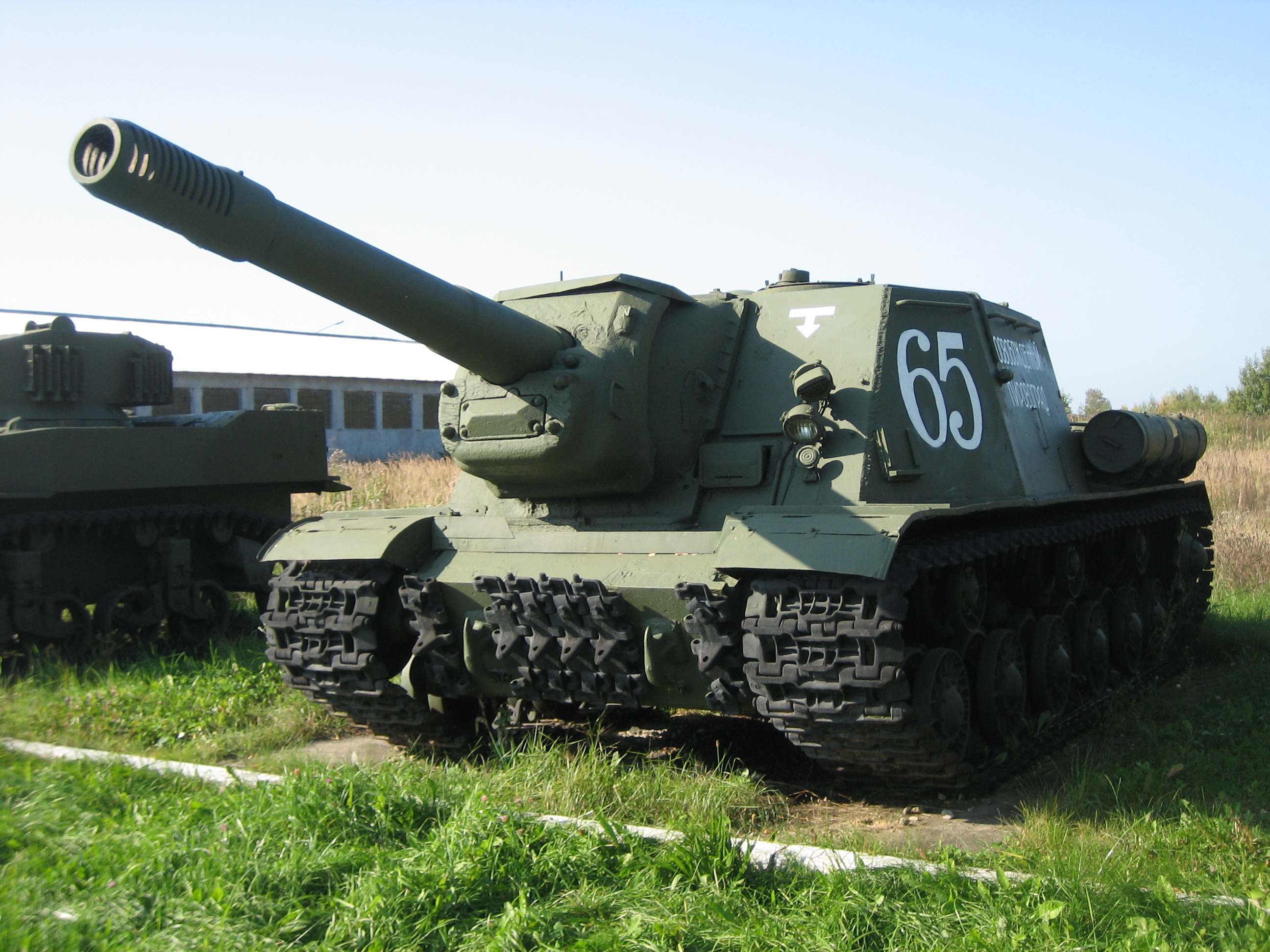
ISU-152
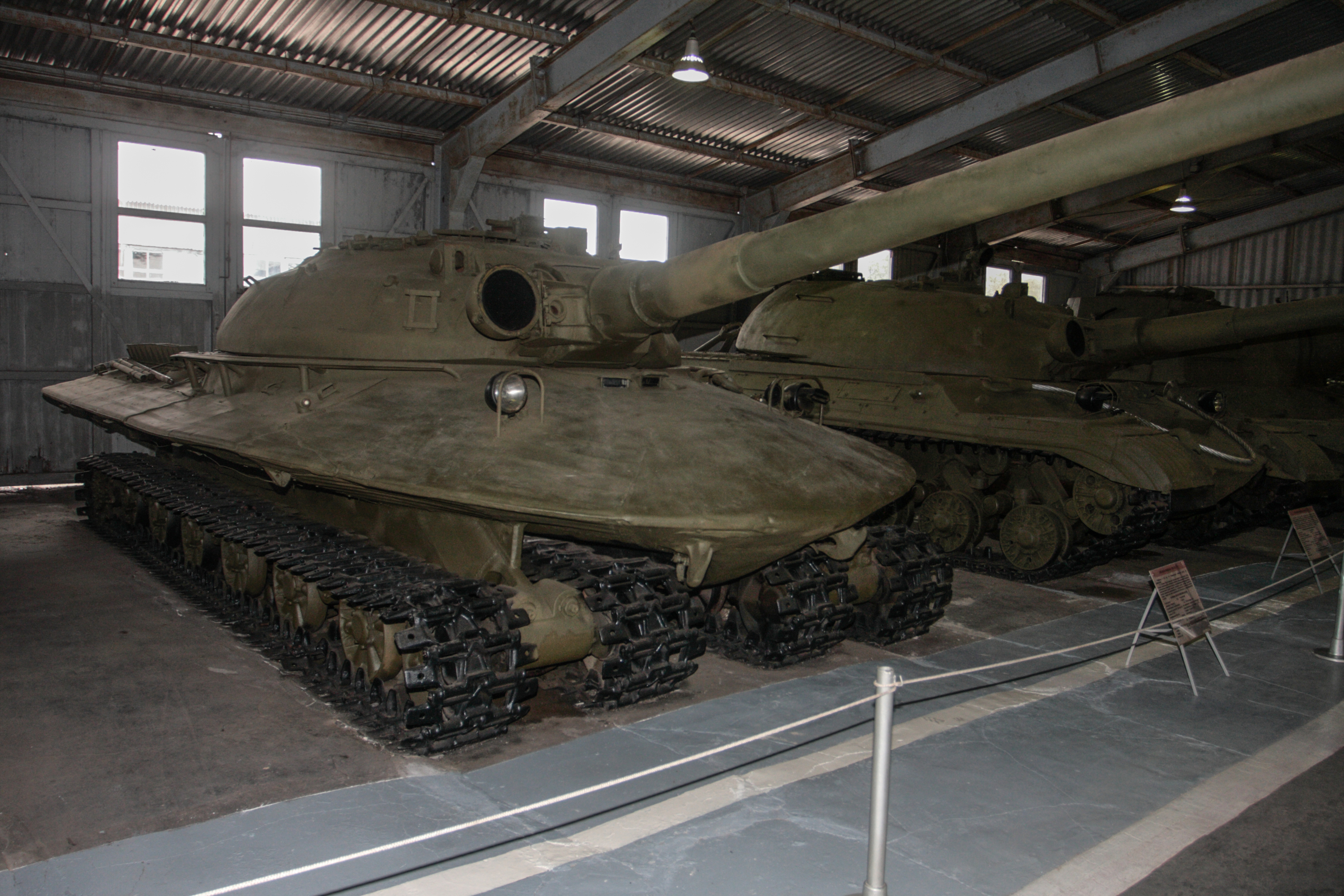
Objekt 279
Objekt 704
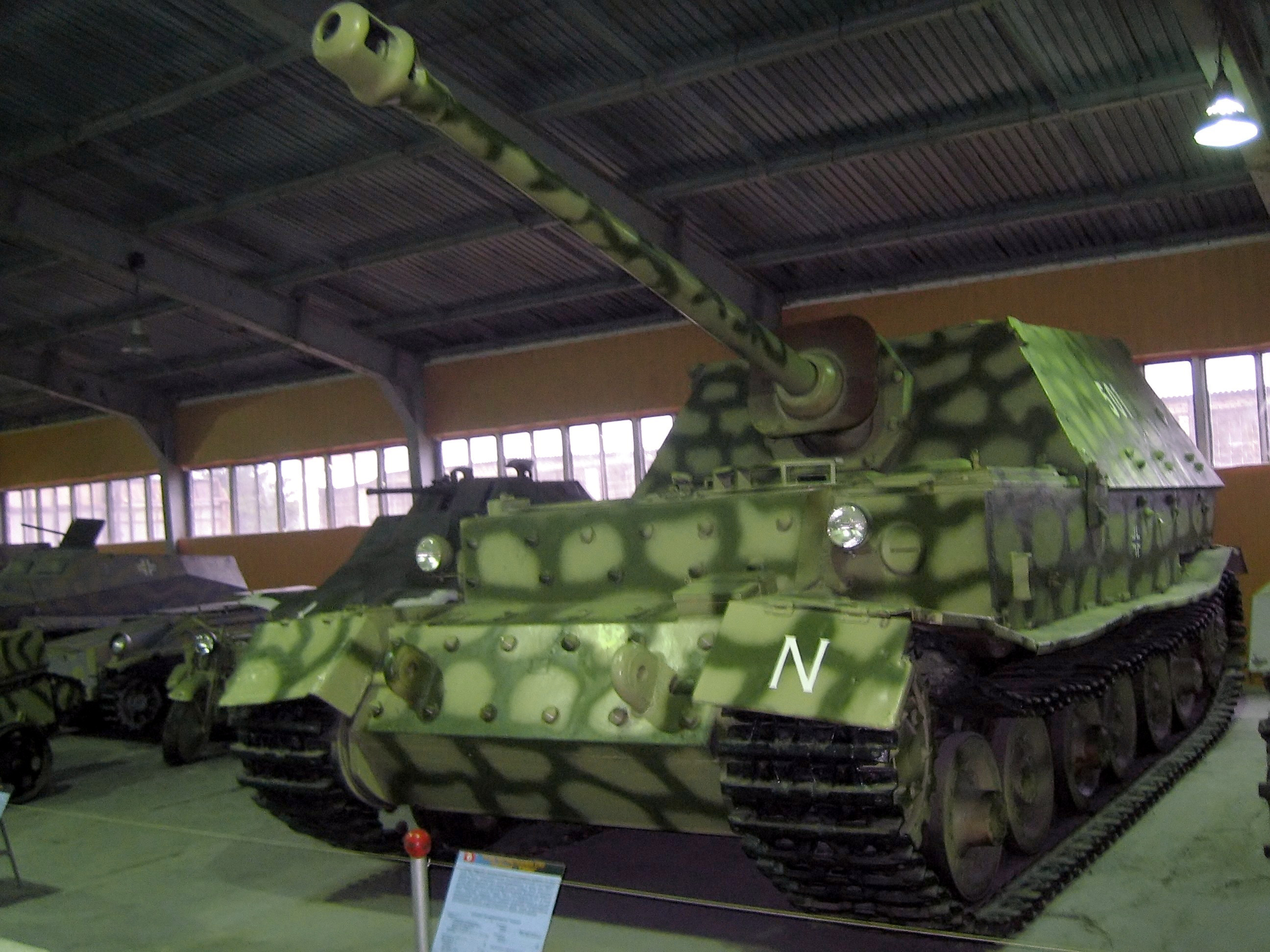
Elefant
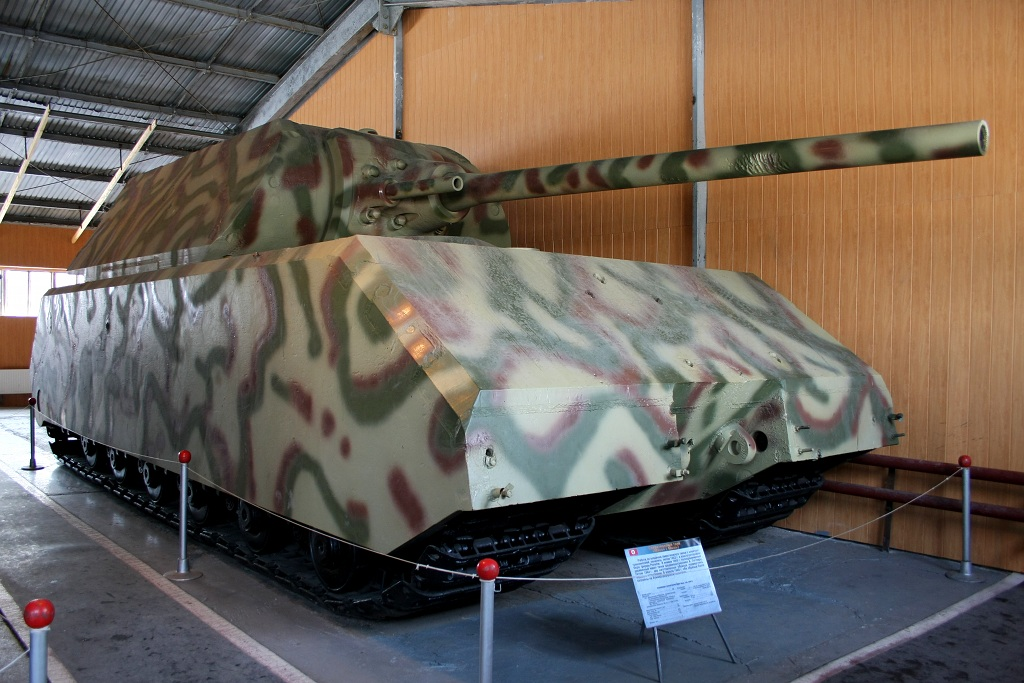
Maus
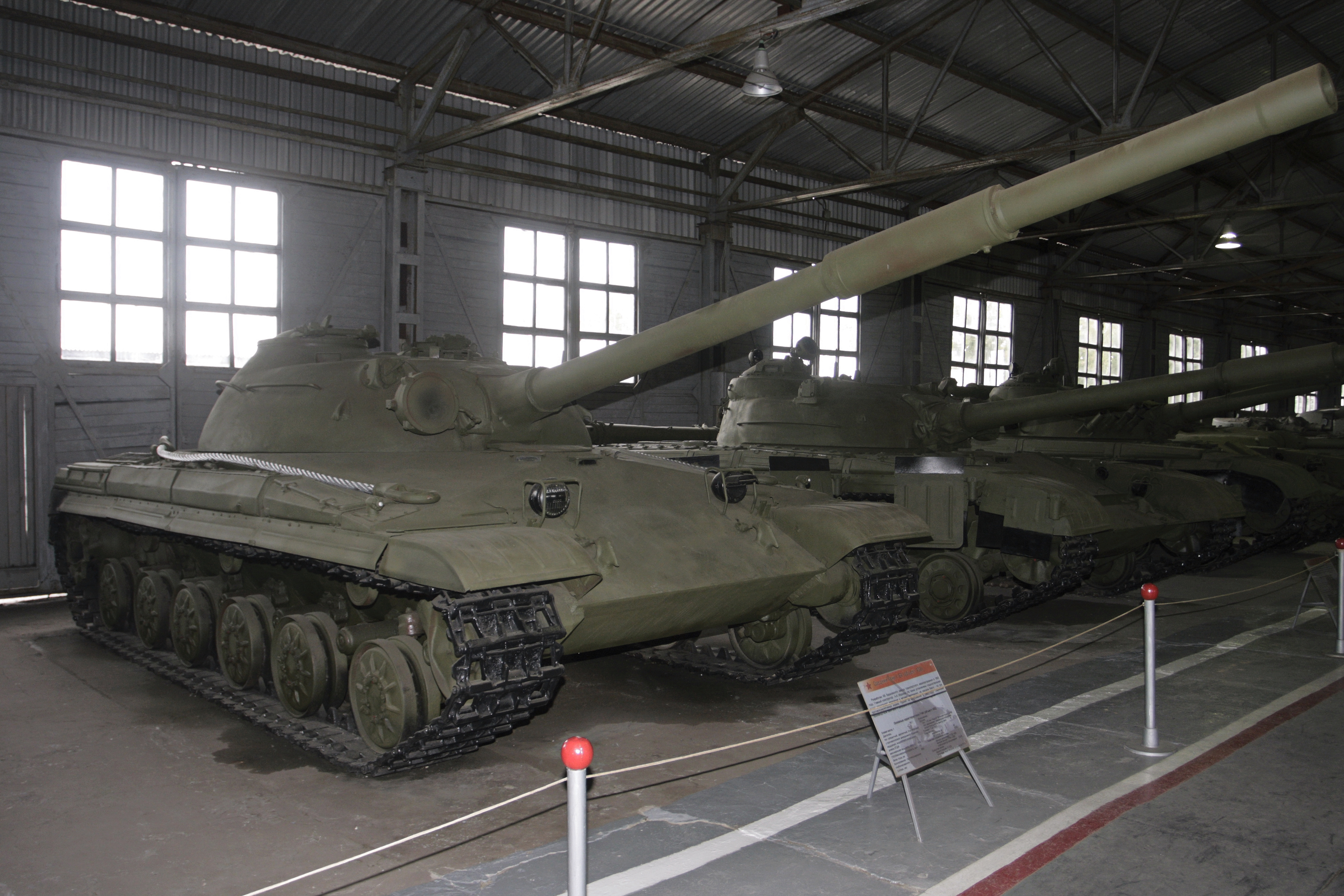
T-64
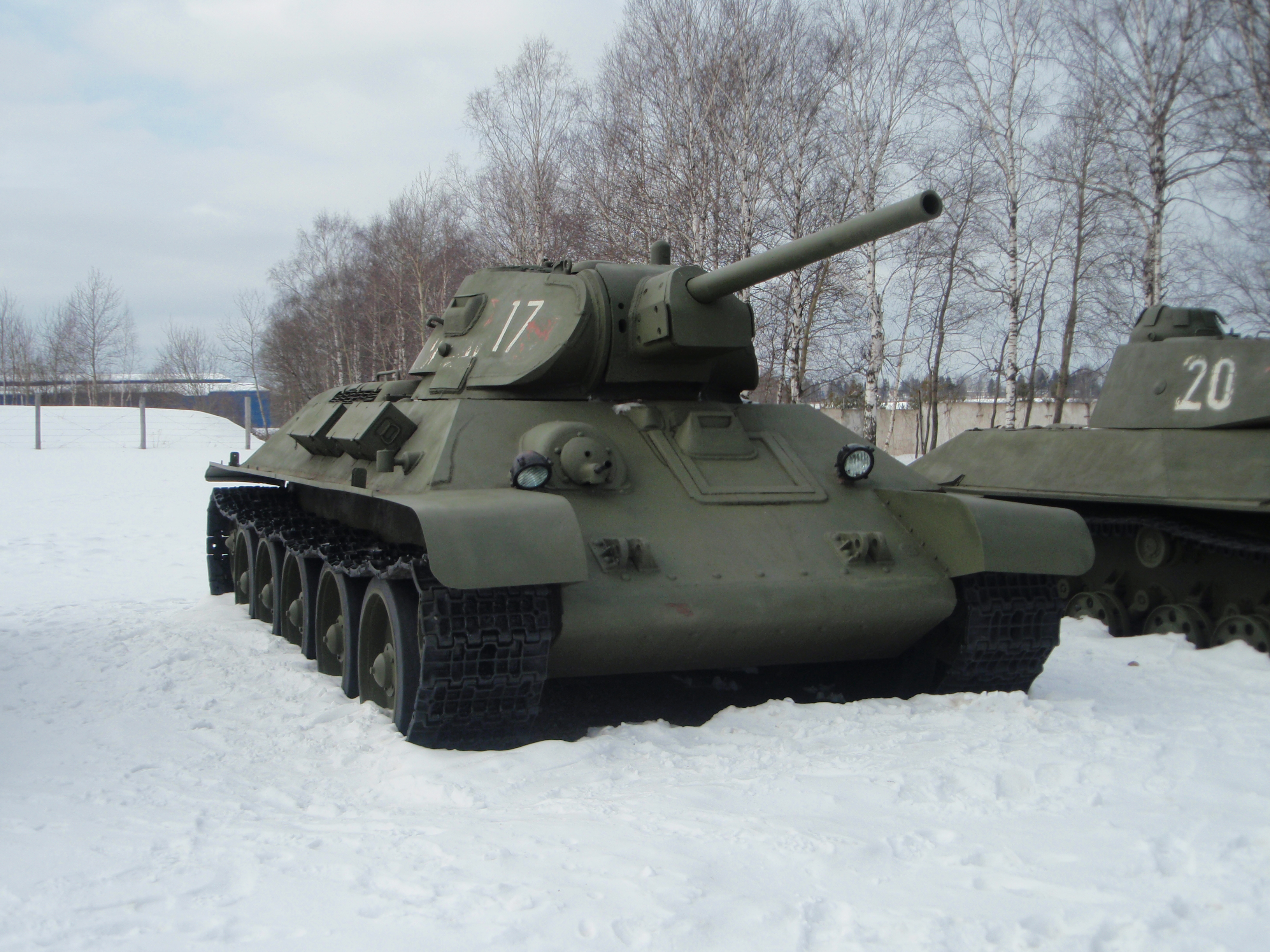
T-34